# Kenneth Bednarek
Kenneth Bednarek (Tulsa, 14 de octubre de 1998) es un deportista estadounidense que compite en atletismo, especialista en las carreras de velocidad.
Participó en dos Juegos Olímpicos de Verano, obteniendo dos medallas de plata, en Tokio 2020 y París 2024, en la prueba de 200 m.
Ganó una medalla de plata en el Campeonato Mundial de Atletismo de 2022 y dos medallas en los Relevos Mundiales, en los años 2024 y 2025.

## Palmarés internacional
| Juegos Olímpicos   | Juegos Olímpicos        | Juegos Olímpicos | Juegos Olímpicos |
| Año                | Lugar                   | Medalla          | Prueba           |
| ------------------ | ----------------------- | ---------------- | ---------------- |
| 2020               | Tokio (Japón)           | Medalla de plata | 200 m            |
| 2024               | París (Francia)         | Medalla de plata | 200 m            |
| Campeonato Mundial |                         |                  |                  |
| Año                | Lugar                   | Medalla          | Prueba           |
| 2022               | Eugene (Estados Unidos) | Medalla de plata | 200 m            |
| Relevos Mundiales  |                         |                  |                  |
| Año                | Lugar                   | Medalla          | Prueba           |
| 2024               | Nasáu (Bahamas)         | Medalla de oro   | 4 × 100 m        |
| 2025               | Cantón (China)          | Medalla de plata | 4 × 100 m        |